# ニノ・ブルジャナゼ
ニノ・ブルジャナゼ（グルジア語：ნინო ბურჯანაძე 英語転記：Nino Burjanadze 1964年7月16日 - ）は、ジョージアの法律家で、政治家、国会議員。ジョージアの女性として歴史上初めてとなるジョージア国会議長（2001年11月9日 - 2008年6月7日）。また2度に渡り同国の暫定大統領を務めた。
ブルジャナゼは、1964年7月16日に同国クタイシに生まれた。1986年に、トビリシ国立大学法学部を卒業し、1986年から1990年までモスクワ国立大学に留学。1990年に、国際法の博士としてモスクワ国立大学を卒業した。その後1991年からトビリシ国立大学法学部の助教授を務めた。
ブルジャナゼは親欧派とみられている。彼女自身、ジョージアは一刻も早くEUおよびNATOに加入すべきだと述べたことがある。
1995年に国会議員に初めて当選する。これ以前から彼女はエドゥアルド・シェワルナゼ大統領の政党であるCUG(Citizen’s Union of Georgia、グルジア市民連合)に所属していた。彼女は1999年までジョージア法務省長官も務めており、その後は外務大臣に就任。2000年からはOSCE(Operation of Security and Co-operation of Europe、欧州安全保障協力機構)の副議長を務め、2001年から2002年にかけてはPABSEC(Parliamentary Assembly of the Black Sea Economic Co-operation、黒海経済協力機構)議会集会委員長も歴任した。
2003年11月2日に行われたジョージア大統領選挙では、出口調査の結果などから開票の不正がささやかれており、アメリカ合衆国はこれに対して非難を表明していた。しかし、2003年11月22日にはエドゥアルド・シェワルナゼ大統領率いる「選挙に基づいた」議会が招集された。
この議会開会式には選挙のやり直しを求めた反対派の議員は出席せず、議場の外には不正な選挙に激怒した市民が押しかけた。エドゥアルド・シェワルナゼ大統領が開会の辞を朗読すると、場外に押しかけていた市民25,000人が議場へと一気に突入する事態になった。この混乱によってエドゥアルド・シェワルナゼ大統領は首都トビリシから逃亡し、翌11月23日には大統領辞任を表明した。
大統領辞任を受け、当時最大の野党「ブルジャナゼ・労働党」の党首であったブルジャナゼが、翌年1月25日まで暫定大統領に就任した。1月4日の大統領選挙でミヘイル・サアカシュヴィリが後任に決まったが、2007年11月25日に同大統領が辞任した際、翌年1月5日の大統領選挙でサアカシュヴィリが再任されるまでの間、再び暫定大統領に就任した。
2003年のバラ革命ではサアカシュヴィリと共闘したブルジャナゼだったが、サアカシュヴィリ政権の強権性から次第に距離を置いていくことになる。2008年4月、翌5月実施のジョージアの議会選挙に与党・国民運動の候補者として出馬しない意向を示した。同年6月には国会議長を辞任し、シンクタンクの代表に転身していた。しかし南オセチア紛争後にサアカシュヴィリへの批判が高まると、同年11月23日に野党「民主運動・統一グルジア」を旗揚げした。